# Età elisabettiana

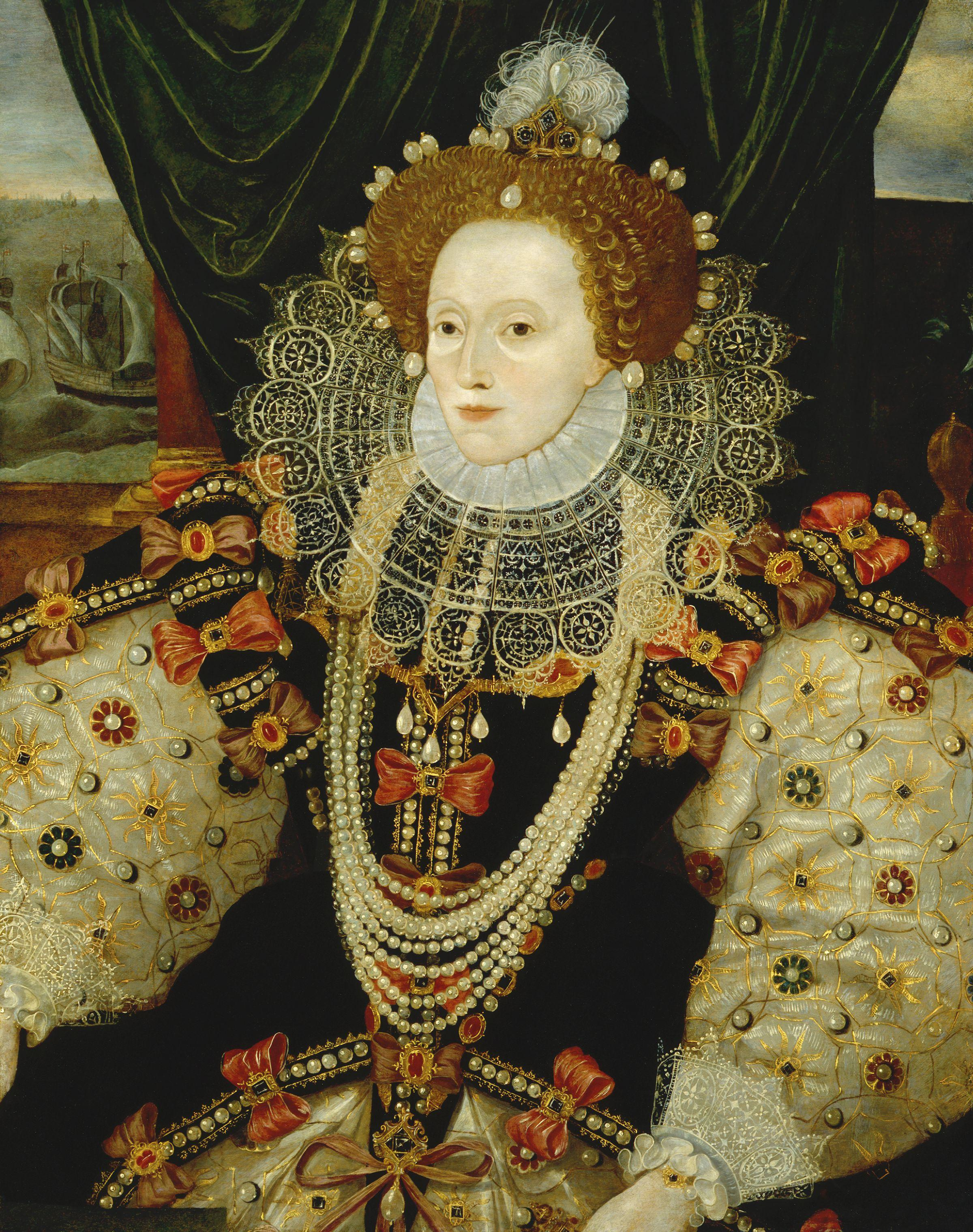
Elisabetta I d'Inghilterra nel cosiddetto Ritratto dell'Armada.

L'età elisabettiana è il nome comunemente dato al periodo della storia inglese che cadde durante il regno di Elisabetta I figlia di Enrico VIII con la sua seconda moglie Anna Bolena, dal 1558 al 1603, fino alla morte del suo successore Giacomo I nel 1625. In questo periodo l'Inghilterra visse un'intensa fase di sviluppo economico e culturale dovuto alla convivenza comune e pacifica tra i puritani,  anglicani e i cattolici.

## Politica economica
La politica religiosa della regina Elisabetta I fu mirata al consolidamento dell'anglicanesimo e alla subordinazione della chiesa al potere monarchico. In questo ambito perciò rimise in vigore il Book of Common Prayer, testo di preghiera ufficiale, e fece ritradurre la Bibbia in modo più consono alla chiesa anglicana.
Con l'Atto di uniformità del 1559 annullò il ritorno al cattolicesimo voluto da Maria Tudor (colei che si vide attribuire gli appellativi di Maria la Cattolica o Maria la Sanguinaria: in inglese Bloody Mary chiamata così perché perseguitò coloro che non erano cattolici) e consolidò la Chiesa anglicana. Cercò di realizzare un compromesso religioso che mirasse soprattutto a rafforzare l'autorità dello Stato e contemporaneamente pose un freno alla insubordinazione sociale e politica dei puritani. Nel 1570 Elisabetta fu scomunicata da papa Pio V.
Elisabetta instaurò un sistema definito episcopalismo, che prevedeva la formazione di diocesi nel territorio statale, di cui presero il comando vescovi con funzione di controllo politico-religioso. Tale sistema destò varie reazioni: gli episcopalisti, che sostenevano apertamente il provvedimento, i presbiteriani che lo tolleravano ed i congregazionalisti che invece vi erano ostili. Tra i personaggi che costituirono una minaccia per Elisabetta I vi fu Maria Stuart, regina di Scozia, cattolica, che era stata costretta a fuggire in Inghilterra dalla rivolta dei calvinisti guidati da John Knox. Qui venne coinvolta nelle trame cattoliche contro la Regina Vergine, ed alla fine con questo pretesto venne condannata a morte e giustiziata nella Torre di Londra.
Sotto Elisabetta I ricevettero un impulso le attività artigianali e manifatturiere, a cui dettero un prezioso apporto i profughi politici e religiosi provenienti dai Paesi Bassi e dalla Francia. In tal modo poterono essere create le basi per un'industria nazionale del vetro, della ceramica, della carta, della seta e poté essere potenziata l'esportazione dei manufatti di lana, che andava a sostituire quella di lana grezza; la borsa di Londra, istituita in questo periodo, divenne in brevissimo tempo la più importante al mondo.
Durante il suo regno si vide rafforzare la potenza della flotta militare e mercantile del paese: grazie alla collaborazione di corsari come Sir Francis Drake, mappò la geografia delle colonie spagnole, oltre ad accumulare grosse ricchezze minando l'egemonia spagnola, poi superata (almeno nelle acque di casa) dopo la sconfitta dell'Invincibile Armata nel 1588, la guerra navale continuò però per molti anni, con alterne fortune e vide anche l'insediamento di una flottiglia spagnola in Bretagna (durante le guerre di religioni francesi). Inoltre venne fondata in suo onore una colonia in America del nord: la Virginia, appunto. Costituì infine la Compagnia Britannica delle Indie Orientali, oltre alla Anglo-Venetian company, alla compagnia della Moscovia e ad altre compagnie di commercio privilegiato verso buona parte dell'Europa e degli oceani (anche se molte di queste ebbero vita breve e fallirono).

## Sviluppo civile
Il regno di Elisabetta non solo segnò l'esordio dell'Inghilterra come grande potenza nella scena europea, ma fu caratterizzato da un grande sviluppo culturale e civile, che è passato alla storia come "età elisabettiana". Tale fioritura si estrinsecò in letteratura e principalmente nel teatro, soprattutto con William Shakespeare, Christopher Marlowe, Ben Jonson, John Webster e altri. 